# ریکاردو لگورتا
ریکاردو لگورتا (به اسپانیایی: Ricardo Legorreta Vilchis) (زاده ۱۹۳۱ - درگذشته ۲۰۱۱)، معمار مشهور مکزیکی است.
او را بخاطر طرح‌های بومی میراث مکزیک، آمیخته با رنگ آمیزی وافر می‌شناسند. اکثر آثار او در مکزیک و ایالات متحده آمریکا قرار دارند.
از آثار مهم او در آمریکا خوابگاه‌های دانشگاه شیکاگو و کتابخانه عمومی سن آنتونیو در تگزاس را می‌توان نام برد.
وی همچنین برنده مدال طلای ای‌آی‌ای را در سال ۲۰۰۰ میلادی دریافت کرده‌است. او همچنین معمار پردیس دانشگاه تگزاس A&M در قطر و دانشگاه کارنگی ملون در قطر می‌باشد.

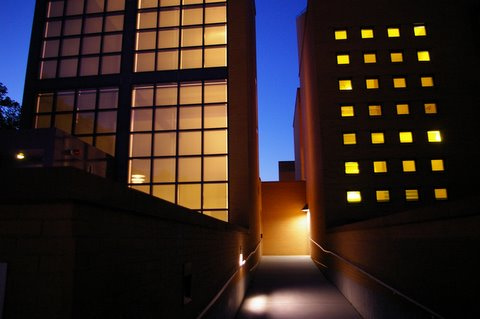
خوابگاه ماکس پاولسکی دانشگاه شیکاگو